# Zygotyla phana
Zygotyla phana är en mångfotingart som beskrevs av Chamberlin 1951. Zygotyla phana ingår i släktet Zygotyla och familjen Conotylidae. Inga underarter finns listade i Catalogue of Life.